# 정선엽
정선엽(鄭善燁, 1956년 6월 21일 ~ 1979년 12월 13일)은 대한민국의 군인이다. 대한민국 국방부 초병으로 근무하던 중 12.12 군사 반란 당시 국방부에 진입하는 반란군에 저항하다가 총격을 받고 전사하였다.

## 생애
1956년 6월 21일 전라남도 영암군 금정면 안로리에서 아버지 정순남과 어머니 한점순 사이에서 3남 2녀 중 넷째로 태어났다. 광주동신고등학교를 졸업하였다. 1977년 조선대학교 전기공학과 2학년 재학 중 군에 입대하여 국방부 헌병으로 복무했다.
제대를 3개월 앞둔 1979년 12월 13일, 육군본부와 국방부를 연결하는 지하벙커에서 다른 한 명의 병사와 초병 근무를 서고 있던 정선엽은 오전 2시 10분 경 전두환 보안사령관이 주도한 12.12 군사 반란 당시 국방부 점령 임무를 받고 진입하던 제1공수특전여단 병력에 맞서 저항하다 총탄을 맞고 사망하였다. 당일 1공수여단 일지에는 “벙커 출입구 헌병 근무자 2명 중 1명 체포, 1명은 반항 사격과 함께 벙커로 도주 사살됨”이라고 기록되어 있다.
1980년 3월 26일 서울현충원에 안장되었다. 당시 신군부는 「반혁명군이므로 국립묘지에 안장할 수 없다」고 현충원 안장을 거부하다 유족들의 탄원을 받고 안장을 허락했다.
2022년 12월 7일 정선엽 병장은 같은 해 3월 대통령소속 군사망사고진상규명위원회가 국방부에 요청한 '전사 재심사' 결과 '순직'에서 전사자로 재분류됐다.

## 같이 보기
- 김오랑
- 박윤관